# Ramón de la Fuente Leal
Ramón de la Fuente Leal (31 de dezembro de 1907 - 15 de setembro de 1973) foi um futebolista espanhol. Ele competiu na Copa do Mundo FIFA de 1934, sediada na Itália, na qual a seleção de seu país terminou na quinta colocação dentre os 16 participantes.